# Ermanno Brignoli
Ermanno Brignoli (Alzano Lombardo, 31 agosto 1969) è un ex ciclista su strada italiano, professionista dal 1995 al 2002.
Coinvolto nel blitz compiuto dai Carabinieri del NAS durante il Giro d'Italia 2001, in cui era stato trovato in possesso di insulina e per cui erano stati richiesti 4 anni di squalifica, dopo una lunga vicenda giudiziaria ha patteggiato nel 2005 una condanna a un mese e dieci giorni.

## Palmarès

### Strada
- 1994 (Dilettanti, due vittorie)

Gran Premio Santa Rita
Trofeo Antonietto Rancilio

## Piazzamenti

### Grandi Giri
- Giro d'Italia

1996: 75º
1997: non partito (11ª tappa)
1998: 69º
1999: non partito (21ª tappa)
2000: 82º
2001: 97º
- Tour de France

1998: non partito (18ª tappa)
2000: 59º
- Vuelta a España

1995: 28º
1996: 97º
2001: ritirato (11ª tappa)

### Classiche monumento
- Milano-Sanremo

1997: 154º
1998: 112º
1999: 165º
2000: 165º
2001: 149º
2002: 159º
- Giro delle Fiandre

1996: 91º
1999: 61º
2001: ritirato
- Parigi-Roubaix

1999: ritirato
- Liegi-Bastogne-Liegi

1998: 52º
2002: ritirato
- Giro di Lombardia

1995: 30º
1997: 45º
2000: ritirato